# Pseudomeloe flavomaculatus
Pseudomeloe flavomaculatus is een keversoort uit de familie van oliekevers (Meloidae). De wetenschappelijke naam van de soort is voor het eerst geldig gepubliceerd in 1930 door Borchmann.